# Rasmus Rändvee
Rasmus Simon Rändvee (ur. 28 listopada 1995 w Parnawie) – estoński piosenkarz.

## Życiorys

### Edukacja
W 2015 ukończył naukę w Pärnu Sütevaka Humanitarian Gymnasium w Parnawie.

### Kariera
W 2012 wziął udział w przesłuchaniach do piątej edycji programu Eesti otsib superstaari, będącego estońską wersją formatu Pop Idol. Pomyślnie przeszedł przez rundę jurorską i dostał się do odcinków na żywo dzięki zdobyciu tzw. „dzikiej karty”. Od 28 października występował w kolejnych odcinkach i ostatecznie dotarł do finału talent-show, który odbył się 23 grudnia. Zajął w nim pierwsze miejsce dzięki zdobyciu największego poparcia telewidzów. W trakcie udziału w programie wykonał swoje wersje przebojów, takich jak m.in. „Kiss from a Rose” Seala, „Feeling Good” Cy Granta, „We Are Young” zespołu fun. i „Losing My Religion” grupy R.E.M., a także autorski singiel – „Dance”, który wykonał ze swoim zespołem Facelift Deer. Utwór znalazł się na ich debiutanckiej płycie studyjnej zatytułowanej Facelift Deer, która ukazała się w 2013. Z tą piosenką wzięli udział w krajowych eliminacjach eurowizyjnych Eesti Laul 2013. 23 lutego wykonali go w drugim półfinale selekcji i z pierwszego miejsca awansowali do finału. 2 marca wystąpili w koncercie finałowym i zajęli w nim szóste miejsce w głosowaniu jurorów i telewidzów.
W 2014 był członkiem estońskiej komisji jurorskiej 59. Konkursu Piosenki Eurowizji. 8 listopada 2016 został ogłoszony uczestnikiem krajowych eliminacjach eurowizyjnych Eesti Laul 2017, do których zgłosił się z piosenką „This Love”. 18 lutego wystąpił w drugim półfinale selekcji i z trzeciego miejsca awansował do finału. 4 marca zaprezentował się w koncercie finałowym i głosami telewidzów i jurorów przeszedł do ostatecznej rundy głosowania, w której zajął trzecie miejsce.

## Dyskografia

### Albumy studyjne
- Facelift Deer (2013; z zespołem Facelift Deer)